# Глинска Пољана
Глинска Пољана је насељено место у саставу града Петриње, у Банији, Република Хрватска.

## Историја
Глинска Пољана се од распада Југославије до августа 1995. године налазила у Републици Српској Крајини, на линији разграничења са Хрватском.

## Култура
У мјесту је постојала Српска православна црква Вазнесења Господњег, саграђена 1802. године. Током Другог свјетског рата, претворена је у римокатоличку и била је место присилног преобраћења. Тада су уништене архиве и црквене књиге. У посљедњем рату, минирана је и уништена до темеља октобра 1991. од стране Збора народне гарде.

## Становништво
На попису становништва 2011. године, Глинска Пољана је имала 121 становника.

## Попис 1991.
На попису становништва 1991. године, насељено место Глинска Пољана је имало 361 становника, следећег националног састава:
| Попис 1991.‍ | Попис 1991.‍ | Попис 1991.‍ | Попис 1991.‍ | Попис 1991.‍ |
| ----------- | ----------- | ----------- | ----------- | ----------- |
|             |             |             |             |             |
| Хрвати      | Хрвати      |             | 277         | 76,73%      |
| Срби        | Срби        |             | 74          | 20,49%      |
| Југословени | Југословени |             | 9           | 2,49%       |
| непознато   | непознато   |             | 1           | 0,27%       |
| укупно: 361 |             |             |             |             |